# Pyrroglaux
Pyrroglaux is een geslacht van vogels uit de familie uilen (Strigidae). Het geslacht telt één soort.

## Soorten
- Pyrroglaux podargina (Palaudwergooruil)